# Pachybrachis marginatus
Pachybrachis marginatus är en skalbaggsart som beskrevs av Bowditch 1909. Pachybrachis marginatus ingår i släktet Pachybrachis och familjen bladbaggar. Inga underarter finns listade i Catalogue of Life.